# Come Together: Guitar Tribute to the Beatles
Come Together: Guitar Tribute To The Beatles är en hyllningsskiva till Beatles och kom ut 1993. Uppföljaren, Vol. 2, kom ut två år senare, 1995, och båda är producerade av Mike Mainieri och utgivna av skivbolaget NYC Records. Bland annat medverkar Allan Holdsworth, Leni Stern, Ralph Towner och Toots Thielemans.

## Låtlista
Alla låtar är skrivna av Lennon/McCartney om inget annat anges.
1. "Come Together" – 4:48
  - Mark Whitfield — elgitarr
  - Dowell Davis — trummor
2. "She's Leaving Home" – 5:59
  - Toninho Horta — elgitarr, akustisk gitarr, sång
  - Nana Vasconcelos — percussion
3. "Here, There and Everywhere" – 5:52
  - Ralph Towner — akustisk gitarr
4. "Within You, Without You/Blue Jay Way" (George Harrison) – 8:16
  - Steve Khan — elgitarr
  - Nana Vasconcelos — percussion
5. "Eleanor Rigby" – 5:11
  - Zachary Breaux — elgitarr, bas, trummor
  - Rex Rideout — keyboard
6. "Blackbird" – 2:15
  - Adrian Belew — elgitarr, akustisk gitarr, synth, trummor
7. "And I Love Her" – 5:22
  - John Abercrombie — elgitarr, akustisk gitarr
  - Peter Erskine — trummor
8. "Michelle" – 4:51
  - Allan Holdsworth — elgitarr
  - Kirk Covington — trummor
9. "Norwegian Wood (This Bird Has Flown)" – 5:51
  - Leni Stern — elgitarr, akustisk gitarr, tiple
  - Nana Vasconcelos — percussion, sång
10. "Something" (George Harrison) – 5:39
  - Larry Coryell — akustisk gitarr
11. "Yesterday" – 4:08
  - Toots Thielemans — elgitarr, munspel, vissling
  - Adam Nussbaum — trummor

Total tid: 56:12 